# Григолашвили, Борис Аркадьевич
Борис Аркадьевич Григолашвили (груз. ბორის არკადის ძე გრიგოლაშვილი; 26 октября 1933, Тбилиси — 29 октября 1993, Кутаиси) — грузинский военачальник, генерал-майор (1993). 

## Биография
Окончил Тбилисское военное училище (1956). Служил в Вооружённых силах Советского Союза (1953—1989), имел звание полковника (1980), награждён 3 орденами и 14 медалями СССР.

В Вооружённых силах Грузии с февраля 1992 года: начальник оперативного управления — первый заместитель начальника штаба Главного управления Национальной гвардии Грузии, с июля 1993 года — начальник штаба — первый заместитель командующего 1-го армейского корпуса Министерства обороны Грузии.
Б. Григолашвили в 1992-1993 годах участвовал в боевых действиях в Абхазии и Самачабло (Цхинвальский регион). Под его руководством  были спланированы и успешно проведены многие боевые операции. Был смертельно ранен и геройски погиб в боях в абхазской войне. За выдающийся вклад на благо родины и нации, стойкость и самопожертвование, проявленные мужество и героизм в борьбе за защиту родины и её территориальной целостности, за умелое руководство, осуществление мероприятий по обороне, разработку и проведение военных операций генерал-майор Борис Григолашвили Указом Главы государства Грузии № 229 от 5 ноября 1993 года был посмертно награждён Орденом Вахтанга Горгасали I степени.